# ساندرو سيلفا (دي جي)
شاندرو جاهانجير (Shandro jahangier)و يعرف أكثر باسم ساندرو سيلفا (Sandro Silva) هو دي جي و منتج أسطوانات هولندي من مواليد 19 فبراير 1992.

## روابط خارجية
- ساندرو سيلفا على موقع ميوزك برينز (الإنجليزية)
- ساندرو سيلفا على موقع أول ميوزيك (الإنجليزية)
- ساندرو سيلفا على موقع ديسكوغز (الإنجليزية)